# 海豚浏览器
海豚浏览器是一个支持Android、蘋果iOS平台的移动浏览器，由百纳信息（Mobotap）开发。它是Android平台上第一款支持多點觸控手势的浏览器。海豚浏览器使用了操作系统的默认浏览器引擎，使得它可以占用较小的磁盘空间。

## 特色功能
- 选项卡式浏览：用户可在屏幕上方或缩略图下方的按钮在多个选项卡之间切换。[1][與來源不符]。
- 海豚声纳用户可以在海豚浏览器里使用语音搜索，分享和导航，而不需要输入一个字。你可以说eBay的耐克鞋，海豚浏览器将会进入eBay网站，搜索并显示eBay上所有的耐克鞋[原創研究？][1]。
- 手势浏览：用户可以创建个人网站的自定义手势，海豚浏览器还配备预先设置好的许多流行的网站的手势。例如，画一个“T”可访问Twitter，画一个“F”可以访问Facebook[原創研究？][1]。
- 网络杂志：允许用户以杂志风格来显示网页内容，提供超过300个来源的话题，包括生活方式，音乐，技术和许多其他的选择内容。网络杂志也可缓存内容，脱机使用[1][與來源不符]。
- 同步：允许使用Firefox和Chrome扩展跨设备同步。

## 版本
海豚浏览器登陆了Android及iOS平台。海豚浏览器还有一个增强版，称为“海豚浏览器HD”，适于Android 2.0以上。另外，海豚浏览器测试版还于2012年5月推出，它在html5test网站上得分超过450。2013年12月，海豚浏览器启动了Dolphin ZERO项目，通过在每个会话后删除已下载的文件、缓存、Cookies等痕迹，保证了用户隐私的安全。

## 隐私问题
在2011年10月，海豚浏览器曝出隐私问题，引起了人们的担忧，在所有安装海豚HD浏览器的设备上，海豚浏览器会将纯文本URL转发到远程服务器，Ars Technica称其为“一个明确的违反隐私”的过程。此问题已在之后的版本中修复。

## 评价
自从海豚浏览器最初的Android版本以来，海豚浏览器已经收到了媒体和公众普遍正面的评价。因为手势功能，速度和易用性，Android和iOS版本已经得到了特别称赞。Business Insider称“海豚浏览器打得Safari浏览器落花流水。”（"Dolphin Browser blows Safari out of the water."）
截至2011年11月15日，海豚浏览器的iOS版本在App Store一直保持着6500多条评论的5星评级。，有超过60万5星级评论。

## 奖项
海豚浏览器自推出以来，已收到了显着的奖项。2011年，该应用程序被命名为PC Magazine的最佳的免费iPhone和iPad应用程序、PC Magazine杂志的编辑选择奖，被任命为CNET 100。
在2011年11月，华尔街的塔玛拉庄称海豚浏览器是比Android内置的应用程序更好的一个选择。在2012年，根据Networkworld和Appolicious，海豚浏览器得到了包扩顶级的创业者看好。